# Serratalt (Castellar de la Ribera)
|  | Aquest article tracta sobre el cim de Serratalt a Castellar de la Ribera. Vegeu-ne altres significats a «Serratalt (Tiurana)». |

El Serratalt és una muntanya de 828 metres que es troba al municipi de Castellar de la Ribera, a la comarca catalana del Solsonès.